# Cabo de Caballería
Cabo de Caballería är en udde i Spanien.   Den ligger i regionen Balearerna, i den östra delen av landet, 700 km öster om huvudstaden Madrid.
Terrängen inåt land är platt. Havet är nära Cabo de Caballería åt nordost. Närmaste större samhälle är Mercadal, 11,0 km söder om Cabo de Caballería. 